# 圣马尔谷教堂 (米兰)

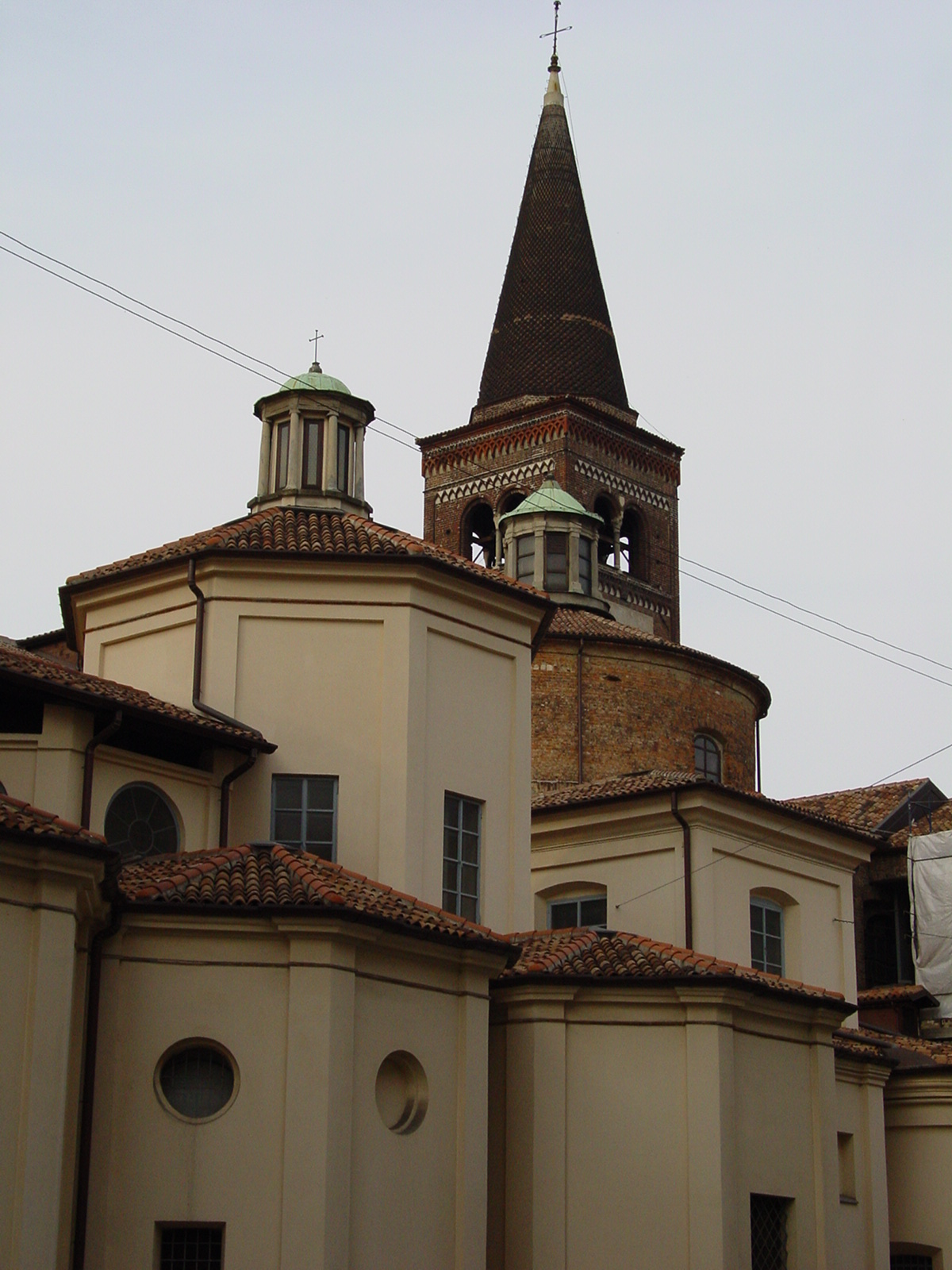
钟楼

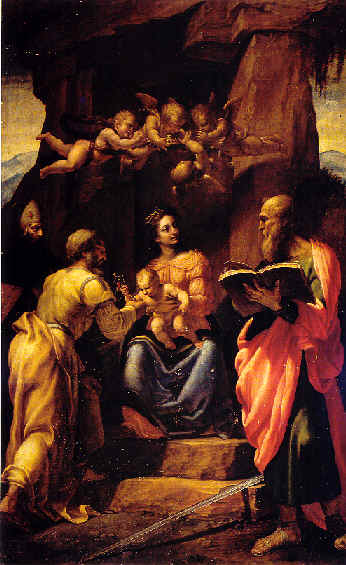
《圣母与圣徒》

圣马尔谷教堂（義大利語：Chiesa di San Marco）是意大利北部城市米兰的一座教堂。

## 历史
根据传说，这座教堂供奉的是威尼斯的主保圣人圣马尔谷，12世纪，威尼斯曾经在战争中帮助米兰对抗神圣罗马帝国的腓特烈一世。但是，第一次提到这座教堂的日期是1254年，在那一年奥斯定会建立了一座哥特式建筑，有一个中央走道和两个过道，利用了原有的建筑。 
在17世纪，其结构经过重大的修改，改为巴洛克风格，并成为该市仅次于米兰主教座堂之后的第二大教堂。
1770年代初，年轻的莫扎特曾住在圣马尔谷修道院三个月时间。1874年5月22日，在米兰诗人和小说家亚历山德罗·曼佐尼逝世一周年之际，威尔第的《安魂曲》在圣马尔谷教堂首次演出。

## 艺术与建筑
立面重建于1871年，建筑师是 Carlo Maciachini（1818年至1899年），他保留了大理石门，一排小拱门，玫瑰窗和3个圣人雕像。在半圆壁有镶嵌画《圣母与圣徒》。
钟楼建于14世纪，1885年重建。室内装饰为巴洛克风格,有一个中央走道和和两个过道。 
右侧第一个小堂是吉安·保罗·洛马佐的壁画。在右边的耳堂是Fiammenghini的壁画《亚历山大四世创立奥斯定会》，在14世纪受难图下面，在1956年被发现。耳堂的右侧有几个自14世纪中期以后的石棺，包括乔瓦尼·维斯康蒂总主教的顾问兰弗兰科·Settalo的。 
近后门是一个16世纪的墓碑，描绘复活的天使，另一幅壁画是Fiammenghini的作品（在一幅14世纪壁画下面）。聖所的侧面墙壁是卡米罗·普罗卡奇尼的《圣盎博罗削与圣奥斯定的争论》和乔瓦尼·巴蒂斯塔·克雷斯皮的《圣奥斯定受洗》。